# Joseph Pepe
Joseph Anthony Pepe (ur. 18 czerwca 1942 w Filadelfii w Pensylwanii) – amerykański duchowny katolicki, biskup Las Vegas w Nevadzie w latach 2001-2018.
Ukończył seminarium duchowne w Wynnewood. Święcenia kapłańskie otrzymał z rąk kard. Johna Króla w dniu 16 maja 1970 roku. W roku 1976 uzyskał doktorat z prawa kanonicznego w Rzymie na Uniwersytecie św. Tomasza. W latach 1982–1987 był wykładowcą na swej alma mater w Wynnewood. Od roku 1990 kanclerz archidiecezji Filadelfia. Prałat honorowy Jego Świątobliwości od roku 1991. W roku 1993 związał się z archidiecezją Santa Fe, gdzie był kanclerzem, moderatorem kurii i wikariuszem ds. duchowieństwa.
6 kwietnia 2001 otrzymał nominację na ordynariusza diecezji Las Vegas. Sakry udzielił mu ówczesny prefekt Kongregacji Nauki Wiary William Levada.
28 lutego 2018 przeszedł na emeryturę.